# Turistická značená trasa 6309
 Turistická značená trasa 6309 je 2 km dlouhá žlutě značená trasa Klubu českých turistů v okrese Písek spojující dálkové turistické trasy v okolí Smetanovy Lhoty. Její převažující směr je jihovýchodní.

## Průběh trasy
Počátek turistické trasy se nachází severovýchodně od obce Smetanova Lhota pod kapličkou U Kocábů na rozcestí s modře značenou trasou 1215 z Čimelic do Varvažova. Trasa 6309 překonává řeku Skalici a stoupá zástavbou Smetanovy Lhoty na náves a poté dále k železniční zastávce. U ní se směr trasy lomí na více jižní a pokračuje na okraj obce, přechází silnici II/121 a po pěšině nejprve přes pole a poté přes les vede do osady Karlov k místnímu loveckému zámečku. Zde končí na rozcestí s modře značenou trasou 1218 vedoucí z Mirotic k soutoku Otavy a Lomnice.

## Turistické zajímavosti na trase
- Kaplička U Kocábů
- Kaplička na návsi ve Smetanově Lhotě
- Lovecký zámeček Karlov